# Denis Cheryshev
Denis Dmitrievich Cheryshev - em russo, Денис Дмитриевич Черышев (Górki, atual Nijni Novgorod, 26 de dezembro de 1990) - é um futebolista russo que atua como ponta-esquerda. Atualmente joga no Panionios.

## Carreira

### Real Madrid
Filho do ex-jogador russo Dimitri Cheryshev, desenvolveu sua carreira na Espanha quando seu pai ali jogava. A partir de 2002 passou a integrar o Real Madrid Castilla, onde permaneceu até 2013.
Estreou no plantel principal do Real Madrid no dia 27 de novembro de 2012 na partida contra o Alcoyano pela Copa do Rei, tornando-se o primeiro russo a realizá-lo.

#### Eliminação da Copa do Rei
Após retornar ao clube merengue em 2015, atuou contra o Cádiz no dia 2 de dezembro, pela quarta fase da Copa do Rei, quando marcou um gol. Entretanto, encontrava-se oficialmente suspenso, ocasionando a eliminação direta do Real Madrid da competição.

### Sevilla
No dia 2 de setembro de 2013, Cheryshev foi oficialmente emprestado ao Sevilla por uma temporada.

### Villarreal
Após a temporada 2013–14, atuando poucas vezes no Sevilla, o jogador foi novamente emprestado, dessa vez para o Villarreal durante a temporada 2014–15.

### Valencia
No dia 1 de fevereiro de 2016 foi novamente emprestado, desta vez ao Valencia, por cinco meses.

### Retorno ao Villarreal
No dia 15 de junho de 2016, Cheryshev foi anunciado como novo reforço do Villarreal. O valor pago pelo russo foi de 7 milhões de euros.

### Retorno ao Valencia
Já no dia 14 de agosto de 2018, após boa campanha na Copa do Mundo com a Rússia, Cheryshev foi contratado por empréstimo pelo Valencia, clube na qual retornou para sua segunda passagem, ambas por empréstimo.

## Seleção Russa
Estreou pela Seleção Russa no dia 14 de novembro de 2012, em um amistoso contra os Estados Unidos. Na ocasião, saiu do banco e entrou restando 15 minutos para o final do jogo.

### Copa do Mundo de 2018
No dia 14 de junho de 2018, marcou dois gols na vitória de 5 a 0 da Rússia sobre a Arábia Saudita, na primeira partida da Copa do Mundo. Já no dia 19 de junho, foi um dos destaques da partida ao marcar um gol na vitória de 3 a 1 sobre o Egito, válida pela segunda rodada da fase de grupos. No dia 7 de julho, marcou um gol nas quartas de final contra a Croácia. No final, a partida terminou em 2 a 2 e a anfitriã Rússia foi eliminada nos pênaltis.

### Eurocopa de 2020
Em 2 de junho, ele foi convocado para disputar a Eurocopa de 2020. Cheryshev jogou apenas uma partida, pois a Rússia já estava eliminada na primeira fase, e não marcou gols.

## Títulos
Sevilla
- Liga Europa da UEFA: 2013–14

Real Madrid
- Liga dos Campeões da UEFA: 2015–16[13]

Valencia
- Copa do Rei: 2018–19

### Prêmios individuais
- Melhor jogador da partida da Copa do Mundo de 2018: Rússia 5–0 Arábia Saudita, Rússia 3–1 Egito